# Haavard Lie
Haavard Lie (né le 21 mai 1975) est un ancien sauteur à ski norvégien.

## Palmarès

### Championnats du monde
| Épreuve / Édition | Trondheim 1997 |
| Petit Tremplin    | 28e            |
| Grand Tremplin    | 9e             |
| Par Equipes       | 5e             |

### Coupe du monde
- Meilleur classement final: 28e en 1997.
- Meilleur résultat: 4e.